# Morte malinconica del bambino ostrica e altre storie
(Nico Orengo)
Morte malinconica del bambino ostrica e altre storie (The Melancholy Death of Oyster Boy & Other Stories) è una raccolta di poesie scritte dal regista Tim Burton, pubblicato in Italia nel 1998 dalla casa editrice Einaudi, tradotta da Nico Orengo, già autore di altri libri di poesie come A-ulì-ulè e Narcisi d'amore, che lo ha interamente reinterpretato, creando delle filastrocche che mantengono comunque il significato di quelle di Burton.
Il libro è composto da 23 testi in rima, in ognuno dei quali viene narrata la storia grottesca di personaggi ancor più grotteschi, emarginati dalle persone normali per la loro diversità. Le varie poesie sono accompagnate dalle illustrazioni dello stesso Tim Burton.

## Le Poesie
| - Amore Ardente (Stick Boy and Match Girl in Love) - Quel Bidone di un Bambino (Robot Boy) - La Bambina che fissava (Staring Girl) - Il Bambino con i chiodi negli occhi (The Boy with Nails in His Eyes) - La Bambina con molti occhi (The Girl with Many Eyes) - Il Bambino Supermacchia (Stain Boy) - Morte malinconica del bambino ostrica (The Melancholy Death of Oyster Boy) - La Bambina Vudù (Voodoo Girl) - Il Natale Speciale del Bambino Supermacchia (Stain Boy's Special Christmas) - La Bambina che si tramutò in un letto (The Girl Who Turned into a Bed) - Persico, il Bambino Tossico (Roy, the Toxic Boy) - James (James) | - Le Feste di Natale del Bambino Fuscello (Stick Boy's Festive Season) - Il Bambino Fontina (Brie Boy) - Il Bambino Mummia (Mummy Boy) - La Bambina Spazzatura (Junk Girl) - La Regina Puntaspilli (The Pin Cushion Queen) - Testa di Melone (Melonhead) - Lalla (Sue) - Jimmy, l'orrendo Bambino Pinguino (Jimmy, the Hideous Penguin Boy) - Il Bambino Bruciacchiato (Char Boy) - Ancoretto (Anchor Baby) - Il Bambino Ostrica va in giro (Oyster Boy Steps Out) |

## Edizioni
- Tim Burton, Morte malinconica del bambino ostrica e altre storie, adattamento di Nico Orengo, collana Stile libero, Einaudi, 1998,  p. 137, ISBN 88-06-15034-0.

- I testi in lingua originale (con relativi disegni) sono consultabili anche online.